# R.O.S.E. (альбом Джесси Джей)
R.O.S.E. — четвёртый студийный альбом британской певицы и автора песен Джесси Джей. начиная с 22 мая, альбом будет выпущен в четырёх частях на лейбле Republic Records. Над альбомом работала сама певица совместно с продюсерами DJ Camper и Куком Харрелом.

## Список композиций
Альбом будет выпущен в четырёх частях и в совокупности будет включать 12 песен.
| №                   | Название              | Автор(ы)                       | Продюсер(ы)               | Длительность |
| ------------------- | --------------------- | ------------------------------ | ------------------------- | ------------ |
| 1.                  | «Oh Lord (Interlude)» | Джессика Корниш Дархайл Кэмпер | DJ Camper Джессика Корниш | 1:37         |
| 2.                  | «Think About That»    | Корниш Кук Харрелл             | DJ Camper                 | 3:13         |
| 3.                  | «Dopamine»            | Корниш Кэмпер                  | DJ Camper Корниш          | 3:17         |
| 4.                  | «Easy on Me»          | Корниш Кэмпер                  | DJ Camper Корниш          | 4:59         |
| Общая длительность: | Общая длительность:   | Общая длительность:            | Общая длительность:       | 13:06        |

| №                   | Название            | Автор(ы)                  | Продюсеры           | Длительность |
| ------------------- | ------------------- | ------------------------- | ------------------- | ------------ |
| 1.                  | «Real Deal»         | Корниш Харрелл Шагги Отис | DJ Camper Харрелл   | 4:14         |
| 2.                  | «Petty»             | Корниш Кэмпер             | DJ Camper           | 3:02         |
| 3.                  | «Not My Ex»         | Корниш Кэмпер             | DJ Camper           | 3:30         |
| 4.                  | «Four Letter Word»  | Корниш Кэмпер             | Кэмпер Корниш       | 4:16         |
| Общая длительность: | Общая длительность: | Общая длительность:       | Общая длительность: | 15:02        |

| №                   | Название            | Автор(ы)                                         | Продюсеры              | Длительность |
| ------------------- | ------------------- | ------------------------------------------------ | ---------------------- | ------------ |
| 1.                  | «Queen»             | Корниш Кэмпер                                    | DJ Camper              | 3:24         |
| 2.                  | «One Night Lover»   | Корниш Кэмпер                                    | DJ Camper              | 4:04         |
| 3.                  | «Dangerous»         | Корниш Кэмпер                                    | DJ Camper              | 4:00         |
| 4.                  | «Play»              | Джерри Фуллер Дэвид Фостер Шерил Линн Дэвид Пейч | Hitmaka Bongo ByTheWay | 3:07         |
| Общая длительность: | Общая длительность: | Общая длительность:                              | Общая длительность:    | 14:35        |

| №                   | Название                     | Автор(ы)            | Продюсеры           | Длительность |
| ------------------- | ---------------------------- | ------------------- | ------------------- | ------------ |
| 1.                  | «Glory»                      | Корниш Кэмпер       | DJ Camper           | 3:28         |
| 2.                  | «Rose Challenge (Interlude)» | Корниш Кэмпер       | DJ Camper           | 0:55         |
| 3.                  | «Someone's Lady»             | Корниш Кэмпер       | DJ Camper           | 4:28         |
| 4.                  | «I Believe in Love»          | Корниш Кэмпер       | DJ Camper           | 3:49         |
| Общая длительность: | Общая длительность:          | Общая длительность: | Общая длительность: | 12:40        |